# Райхер, Виктория Яковлевна
Викто́рия Я́ковлевна Ра́йхер (род. 22 марта 1974) — писательница, поэтесса и автор песен, блогер, психолог.

## Биография
Выросла в Москве. С 1990 года живёт в Текоа (Израиль). Пишет стихи и прозу на русском языке. В Сети известна как neivid. Замужем, есть две дочери. По образованию — психолог, работает психодраматистом (клиническая психотерапия при помощи психодрамы).

## Тексты
Известность Виктории Райхер принесли её рассказы-притчи в жанре магического реализма, публикующиеся в Интернете с начала 2000-х годов. В своём творчестве Виктория использует собственный профессиональный опыт психодраматиста (см. например цикл «Извращений не бывает»).
Сетевой дневник Виктории Райхер, где публикуются её рассказы, насчитывает свыше 12 тысяч постоянных читателей.
Дважды лауреат (Гран-при и первый приз в номинации прозы) Всеизраильского фестиваля молодых литераторов 2003 года. Выступала со сцены в Израиле, России и Германии.

### Сборники Фрам
Многие рассказы были опубликованы в сборниках литературного проекта ФРАМ:
| Год  | Сборник | Рассказы Виктории Райхер |
| ---- | --- | --- |
| 2003 | «Русские инородные сказки» (издательство Амфора, составитель Макс Фрай, 2003, ISBN 5-94278-400-0, переиздание 2006 ISBN 5-367-00022-3) | - Сказки о смерти - Сказки о жизни - Сказки по Фрейду |
| 2004 | «Русские инородные сказки — 2» (Амфора, 2004, ISBN 5-94278-503-1)                                                                      | - Астения - Инициация - Зоопарк - Сказка про два чебурека - Блаженны сильные духом в рабочий полдень - Адвокат в колбасе                                             |
| 2004 | «Прозак» из серии «Locus solus» (Амфора, 2004; ISBN 5-94278-548-1)                                                                     | - Зелёное небо, небо, небо - Лицевая вязка - Неправильный глагол - PTSD - Господин Робербам - Комплементарная пара - Облом - Молитва о моей дочке Кате и внучке Соне |
| 2005 | «Русские инородные сказки — 3» (Амфора, 2005; ISBN 5-94278-966-5)                                                                      | - Летний сказ - Извращений не бывает |
| 2006 | «Секреты и сокровища. 37 лучших рассказов 2005 года» (Амфора, 2006; ISBN 5-367-00011-8)                                                | Йошкин дом (рассказ) |
| 2006 | «Русские инородные сказки — 4» (Амфора, 2006; ISBN 5-367-00104-1)                                                                      | - Истеричка. Из цикла «Извращений не бывает» - Custom kill |
| 2007 | «Уксус и крокодилы. 38 лучших рассказов 2006 года»                                                                                     | Курьер |
| 2007 | «Русские инородные сказки — 5» (Амфора, 2007; ISBN 978-5-367-00437-3)                                                                  | В одной из вариаций |
| 2008 | «Беглецы и чародеи. 39 лучших рассказов 2007 года» (Амфора, 2008; ISBN 978-5-367-00699-5)                                              | Янтарь |
| 2008 | «Книга Страха» (Амфора, 2008; ISBN 978-5-367-00748-0)                                                                                  | Музыкант |
| 2008 | Чайная книга (Амфора, 2008; ISBN 978-5-367-00863-0)                                                                                    | Миньян |
| 2009 | «Русские инородные сказки — 7» (Амфора, 2009; ISBN 978-5-367-00925-5)                                                                  | Женьке — шапку |
| 2010 | «Тут и там. Русские инородные сказки — 8» (Амфора, 2010; ISBN 978-5-367-01262-0)                                                       | - Кража - Шутка - Поверить в десять невозможных вещей |
| 2010 | «Живые и прочие. 41 лучший рассказ 2009 года» (Амфора, 2010; ISBN 978-5-367-01305-4)                                                   | Венерина мухоловка |
| 2011 | «В смысле» (Амфора, 2011; ISBN 978-5-3670-1902-5)                                                                                      | - И спаси отставших - Очень хороший прогноз |
| 2011 | «Здесь был ФРАМ» (Амфора, 2011; ISBN 978-5-367-01985-8)                                                                                | |

В 2008 году Виктория Райхер принимала участие в фестивале ФРАМ.

### Йошкин дом
В 2007 году в издательстве «Амфора» вышел первый сборник рассказов «Йошкин дом» (ISBN 978-5-367-00601-8).
- «Евреи в Израиле молятся…»

Йошкин Дом
- Йошкин Дом
- Зоопарк
- Custom Kill
- Книга жалоб и обожаний
- Секрет
- Молочная река, кисельные берега
- Скорбная помощь
- Лицевая вязка
- Круговорот
- Грустная повесть о воде и хлебе
- Песенка короткая, как жизнь сама
- Извращений не бывает. Истеричка
- С утра до вечера
- PTSD
- Зелёное небо, небо, небо
- Молитва о моей дочке Кате и внучке Соне

Ролевые игры
- Ролевые игры
- Злой и мёртвый
- Да, Нет и Человек
- Шапка-невидимка
- Извращений не бывает. Андрогин
- Извращений не бывает. Онанист
- Очный счёт
- Око за око
- Кот был спокоен
- Блаженны сильные духом в рабочий полдень
- Улица Оз
- Летний сказ
- Незаконные сказки. Колобок
- Лекция
- Лечиться от любви
- Утопия
- Властелин кольца
- Астения

Циклы
- Циклы
- Божье чудо
- Пруд
- Юся
- Девятое мая
- Интернат
- Драка
- Сделка
- От сумы, от тюрьмы и от безумной любви
- Облом
- Диктант
- Антиквариат
- Добыча

Смертельный номер (маленькая повесть)
- Смертельный номер один. Ласковые Слова
- Смертельный номер два. Письма наоборот
- Смертельный номер. Последний. Три красавицы небес

Страдай, душа моя, страдай
- Страдай, душа моя, страдай
- Люблю, когда пипл тусуются (вариации на тему Пасхальной Агады)
- Праздник цветения миндаля с вашей мамой
- Полисексуальность
- Мозаика
- Фотолюбитель за границей
- Капитал
- Макс Фрай. Собственно, всё, что я хочу сказать… (послесловие)

Максим Немцов так написал об этой книге:
Эта книга — отнюдь не куриный бульон для души. Это горькое лекарство, потому что почти все истории эти — в немалой степени детские кошмары и психодрамы, в которых автор  знает толк, потому что у автора такая профессия — психодраматист. Доктор делает нам больно. Автор делает нам катарсис.
С Немцовым соглашается и Дарья Маркова: «Профессиональный опыт сказывается в умении разложить мысли, чувства, действия на составляющие, показать их появление, развитие, перерождение… Автор пробирается так глубоко, что хочется кричать: „Отберите у психолога ручку!“ Она знает, куда нажать. Она знает о наших играх (отдельная тема ряда рассказов — утопия о всемогуществе терапевта). Она знает о нас всё!»
По мотивам повести «Смертельный номер. Раз. Два. Три» в саратовской театральной мастерской «Грани» был поставлен спектакль под названием «Письма через… наоборот», режиссёр Ия Воробьёва интерпретировала драму исключительно женским составом — историю девочки Аси показали девять актрис театра.

### Хатуль-мадан
Историю про хатуля-мадана (кота-учёного) из ЖЖ Виктории Райхер использовал Михаил Задорнов, заимствовавший текст «из интернета» без указания авторства. После доказательства авторства Райхер Задорнов извинился и урегулировал вопрос компенсацией.

## Песни
Помимо прозы Виктория Райхер известна также как поэт и автор песен. В Израиле неоднократно выступала с Эли Бар-Яаломом; входит в иерусалимское объединение «Зимрат аАрец». Участвовала в больших концертах всеизраильских песенных фестивалей «Дуговка-13» (Киннерет, 2002), «Песнь о Земле-1» (Текоа, 2003), «Песнь о Земле-2» (Ариэль, 2004). Вышел один диск песен: «Полёт шмеля» (2000).